# Saint-Calais
Ne doit pas être confondu avec Saint-Calais-du-Désert.
Saint-Calais est une commune française, située dans le département de la Sarthe en région Pays de la Loire, peuplée de 2 969 habitants, en 2022.
Saint-Calais, considérée comme la capitale mondiale du chausson aux pommes, est membre de la communauté de communes des Vallées de la Braye et de l'Anille, du Pays du Perche Sarthois (pays d'art et d'histoire) et possède le label Petites cités de caractère.
La commune fait partie de la province historique du Maine, et se situe dans le Haut-Maine. Elle fut sous-préfecture de la Sarthe de 1800 à 1926.

## Géographie
Saint-Calais se trouve dans le Perche. Elle est située à 28 km à l'ouest de Vendôme et à 40 km à l'est du Mans. Saint-Calais est au bord d'une petite rivière, l'Anille, qui est un affluent de la Braye.

### Circulation, transports
- La gare TGV de Vendôme est à 24 minutes par la route (D957 et D357), plaçant la commune à 1h15 de Paris-Montparnasse
- L'autoroute A11 est accessible à La Ferté-Bernard à 27 min. et à Connerré à 29 min.
- Orléans est normalement accessible du Mans par les autoroutes A28, puis A10, trajet de près de 200 km via Tours et Blois. La route nationale 157, reliant en ligne droite Le Mans à Orléans sur 140 km, et passant par Saint-Calais, est de plus en plus empruntée, aussi rapide en temps, et moins longue en kilométrage. La commune dispose donc, depuis le printemps 2019, d'une rocade contournant la ville pour éviter la traversée de 4 000 camions et 6 000 voitures par jour.
- La commune est desservie par la ligne 15 des Transports Interurbains de la Sarthe (TIS), avec six arrêts (Route du Mans, Tribunal, Lycée Rondeau, CAT, HLM, Collège Jules-Ferry).

### Communes limitrophes
|                | Conflans-sur-Anille  | Rahay                            |
| Montaillé      | Saint-Calais         | Marolles-lès-Saint-Calais        |
| Sainte-Cérotte | Saint-Gervais-de-Vic | Savigny-sur-Braye (Loir-et-Cher) |

### Climat
Pour des articles plus généraux, voir Climat des Pays de la Loire et Climat de la Sarthe.
En 2010, le climat de la commune est de type climat océanique dégradé des plaines du Centre et du Nord, selon une étude du CNRS s'appuyant sur une série de données couvrant la période 1971-2000. En 2020, Météo-France publie une typologie des climats de la France métropolitaine dans laquelle la commune est exposée à un climat océanique altéré et est dans la région climatique  Moyenne vallée de la Loire, caractérisée par une bonne insolation (1 850 h/an) et un été peu pluvieux. 
Pour la période 1971-2000, la température annuelle moyenne est de 11,2 °C, avec une amplitude thermique annuelle de 14,8 °C. Le cumul annuel moyen de précipitations est de 736 mm, avec 11,9 jours de précipitations en janvier et 7,2 jours en juillet. Pour la période 1991-2020, la température moyenne annuelle observée sur la station météorologique de Météo-France la plus proche, sur la commune de Choue à 16 km à vol d'oiseau, est de 11,9 °C et le cumul annuel moyen de précipitations est de 645,6 mm,. Pour l'avenir, les paramètres climatiques de la commune estimés pour 2050 selon différents scénarios d'émission de gaz à effet de serre sont consultables sur un site dédié publié par Météo-France en novembre 2022.

## Urbanisme

### Typologie
Au 1er janvier 2024, Saint-Calais est catégorisée bourg rural, selon la nouvelle grille communale de densité à sept niveaux définie par l'Insee en 2022.
Elle appartient à l'unité urbaine de Saint-Calais, une agglomération intra-départementale regroupant deux  communes, dont elle est ville-centre,,. Par ailleurs la commune fait partie de l'aire d'attraction de Saint-Calais, dont elle est la commune-centre,. Cette aire, qui regroupe 10 communes, est catégorisée dans les aires de moins de 50 000 habitants,.

### Occupation des sols
L'occupation des sols de la commune, telle qu'elle ressort de la base de données européenne d’occupation biophysique des sols Corine Land Cover (CLC), est marquée par l'importance des territoires agricoles (87,8 % en 2018), en diminution par rapport à 1990 (91,2 %). La répartition détaillée en 2018 est la suivante : 
terres arables (76,2 %), zones urbanisées (11,3 %), prairies (10,3 %), zones agricoles hétérogènes (1,4 %), milieux à végétation arbustive et/ou herbacée (0,8 %), forêts (0,1 %). L'évolution de l’occupation des sols de la commune et de ses infrastructures peut être observée sur les différentes représentations cartographiques du territoire : la carte de Cassini (XVIIIe siècle), la carte d'état-major (1820-1866) et les cartes ou photos aériennes de l'IGN pour la période actuelle (1950 à aujourd'hui).

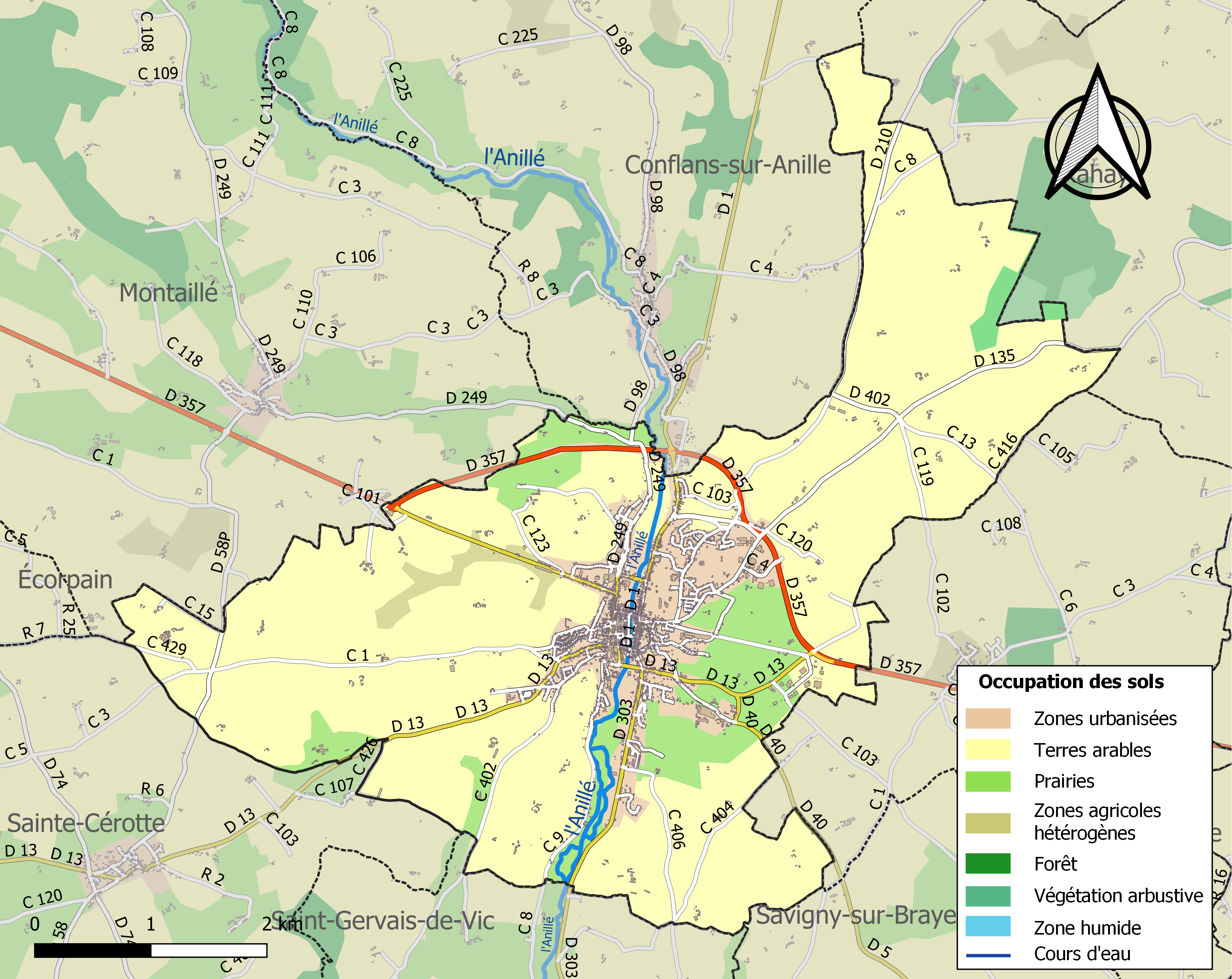
Carte des infrastructures et de l'occupation des sols de la commune en 2018 (CLC).

## Toponymie

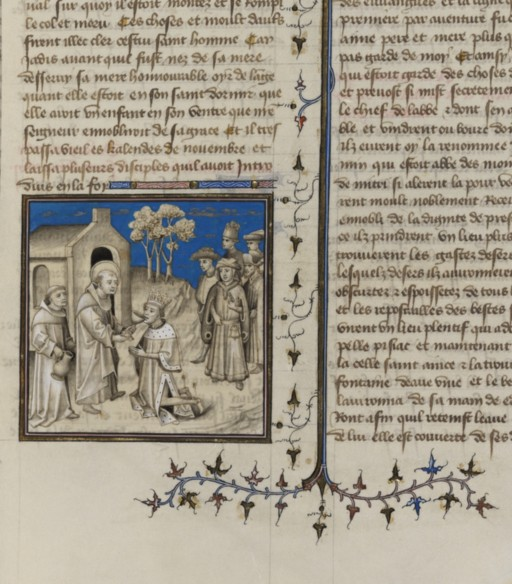
Saint Calais (Carileph) et Childebert Ier, roi de Paris et d'Orléans.

La ville tient son nom de l'ermite Carileph, Karilef ou Kalès, compagnon de Saint-Avit, qui serait venu s'installer sur les bords de l'Anille au VIe siècle pour fonder une communauté religieuse, à la demande de l'évêque saint Innocent du Mans (532-543) et avec l'accord du roi franc Childebert Ier[réf. nécessaire]. Le bourg qui s'y développe est alors appelé Anisole, du nom de la rivière Anille.
La commune est appelée Saen-Câlé en parler sarthois.
Durant la Révolution la commune porte le nom de Calais-sur-Anille.
Le gentilé est Calaisien.

## Histoire[16]

### Des origines au Moyen Âge
L'implantation humaine à Saint-Calais n'est véritablement attestée qu'à partir de l'époque gallo-romaine, avec la mention dans les textes d'une villa, la villa Gajani. Mais la fondation de la ville devient effective au VIe siècle. Carileph, un ermite, ancien moine à l'abbaye Saint-Mesmin de Micy près d'Orléans, s'installe sur les bords de l'Anille, sur le site de la villa gallo-romaine, pour fonder une communauté religieuse. Le roi mérovingien Childebert († 558, fils de Clovis) lui attribue un domaine qui permet la fondation d'une abbaye, le monastère d'Anisole. Un bourg se développe autour de cette abbaye qui reçoit de nombreux pèlerins. Dès 616, l'abbaye d'Anisole puis de Saint-Calais, est considérée comme l'une des plus importantes et l'une des plus anciennes fondations monastiques du Vendômois.
Vers 865, l'abbaye et le bourg sont détruits par les Vikings du roi Hasting, alliés au roi breton Salomon, arrivés depuis la Loire.
Deux siècles plus tard, la ville possède deux bourgs, l'un autour de l'abbaye, sur la rive droite, et l'autre autour de la motte castrale édifiée pour faire le pendant seigneurial de l'abbaye, construite par Guillaume de Saint-Calais en 1026, sur la rive gauche. 
En 1365, le roi de France, Charles V, autorise l'abbaye à construire une enceinte fortifiée pour se défendre des bandes anglaises et des pillards. L'abbaye devient alors l'une des plus puissantes du Maine. Pourtant, en 1424, après la prise du Mans, des troupes anglaises prennent d'assaut les remparts de l'abbaye, pillent et détruisent tout. Les ravages de la guerre de Cent Ans n'épargneront pas l'abbaye et le bourg. À la fin du XVe, de nouvelles fortifications sont construites.
Depuis le XIe siècle, une première famille de châtelains ou de seigneurs est signalée, dans la vassalité du comte du Maine : ainsi, en 1026, Guillaume élève le château fort, avec l'accord du comte Éveille-Chien. Un siècle après, Marguerite, fille héritière du seigneur Sylvestre (actif dès 1109, 1114), fait passer Saint-Calais dans le domaine de la Maison des vicomtes de Châteaudun, en épousant, avant 1154, Hugues IV (vicomte en 1150-80). Les vicomtes de Châteaudun, poursuivis jusqu'au XVe siècle dans les Maisons de Dreux-Beu, Clermont-Nesle, Flandre-Dampierre-Termonde et d'Amboise (cf. les articles Raoul, Guillaume et Nesle pour un schéma généalogique), avaient aussi le fief de Mondoubleau, dès le mariage de Geoffroy III (père d'Hugues IV ; vicomte dans la première moitié du XIIe siècle, † en 1150), avec Helvise de Mondoubleau.
Puis, Saint-Calais est cédé, vers 1395, à Jean III de Bueil et à son fils Jean IV († 1415 à Azincourt), par Olivier d'Ussé, époux de Marie d'Amboise, dame de Saint-Calais (fille d'Ingelger d'Amboise et de la vicomtesse Marie de Dampierre-Termonde-Châteaudun-Nesle). En 1491, Antoine de Bueil (petit-fils de Jean IV et fils de l'amiral Jean V de Bueil , comte de Sancerre, † 1506 ; gendre de Charles VII et d'Agnès Sorel, et donc beau-frère de Louis XI) vend Saint-Calais au comte François de Bourbon-Vendôme, dont le grand-père Louis avait déjà acquis Mondoubleau en 1406. Ainsi Mondoubleau et Saint-Calais se trouvent intégrés au domaine des comtes de Vendôme, puis à la Couronne quand le duc de Vendôme, arrière-petit-fils de François ci-dessus, monte sur le trône de France, sous le nom d'Henri IV, en 1589.
En 1457, l'abbaye et le moulin Ars (arsus = brûlé) sont occupés et incendiés par les Anglais. En 1562 (28-31 mai) : un massacre de protestants a lieu à Saint-Calais, illustrant le début des guerres de religion, à la suite du massacre de Wassy. Les moines étant complices de ce massacre, le seigneur de Cogners, protestant, enlève le prieur et quelques moines, fait pendre le prieur, et l'abbaye est touchée une seconde fois par le feu, incendiée par les Calvinistes. La restauration sera lente, à cause de difficultés économiques.

### De l'Ancien Régime à nos jours

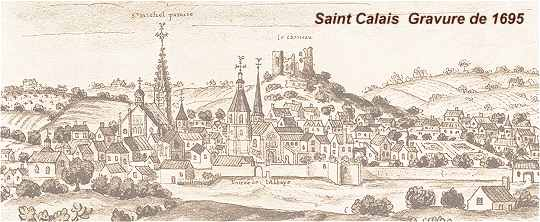
Gravure de la ville, de 1695.

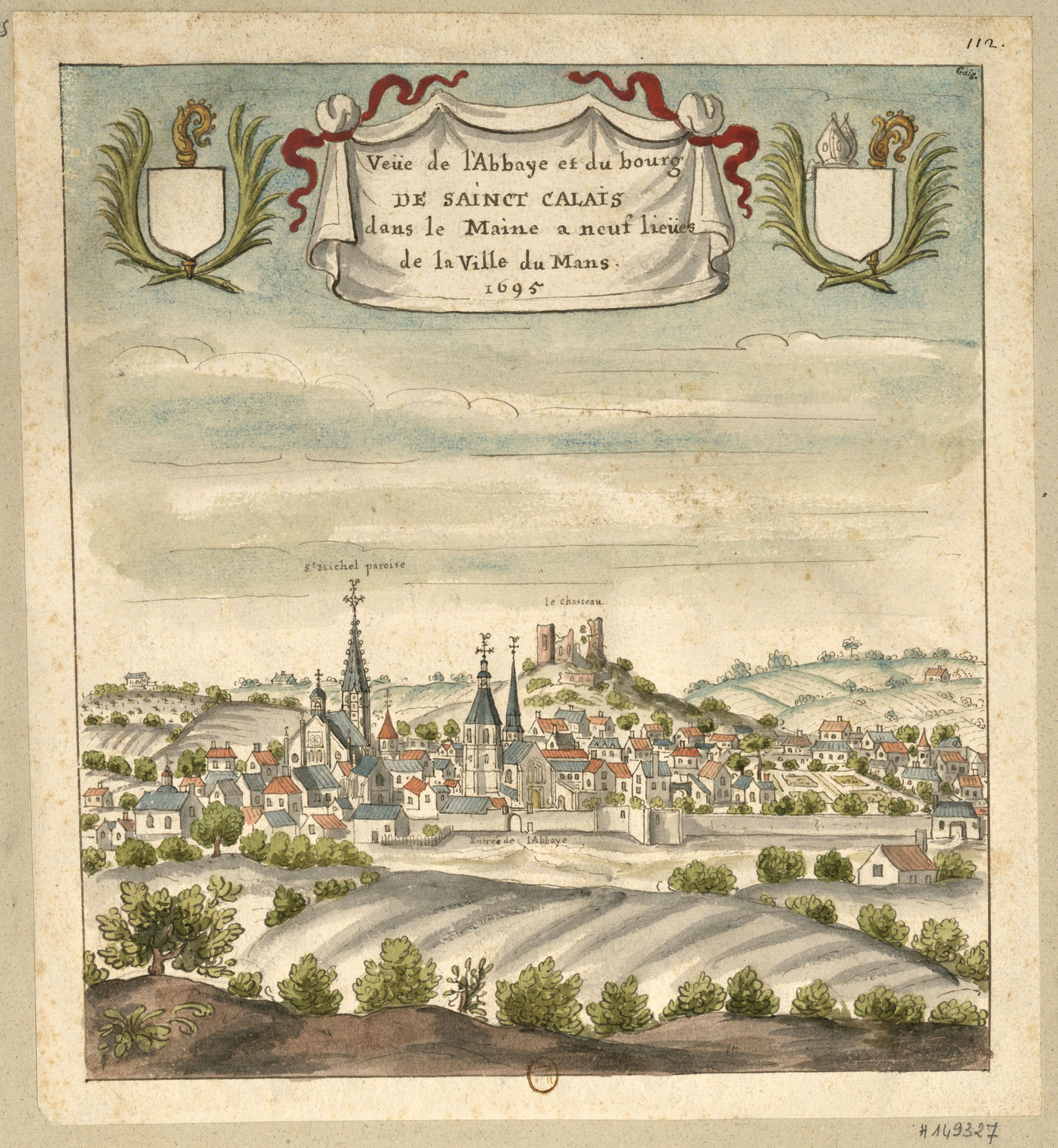
Autre gravure, de la même année.

De juin à octobre 1630 : la ville est touchée par une terrible épidémie de dysenterie qui décime les deux-tiers de la population. Afin de venir en aide à ses habitants, et selon la légende, la châtelaine de Saint-Calais distribue aux nécessiteux un brouet de farine et de pommes. De ces ingrédients sommaires, naît « le pâté aux pommes », appelé aujourd'hui « chausson aux pommes ». En souvenir de ce geste et de la grande procession organisée pour implorer Dieu, la fête du chausson aux pommes est célébrée le premier week-end de septembre, depuis presque 400 ans.
À la Révolution française, l'abbaye est pillée et partiellement brûlée. Elle est cédée à la ville et au domaine public. Finalement, les bâtiments disparaîtront au XIXe siècle. Durant la période révolutionnaire, la commune est rebaptisée Calais-sur-Anille.
Un nouveau centre urbain moderne apparaît à partir d'un schéma de voirie neuf. Tous les équipements traditionnels d'une ville du XIXe se concentrent dans cette zone : le tribunal et les halles, ces bâtiments sont édifiés sous les plans de l'architecture Eugène Landron. Le théâtre - musée - bibliothèque est inauguré en 1889 en présence de Charles Garnier, dont la famille est originaire de Saint-Calais. La prison de la ville se trouve sur la rive droite et la sous-préfecture sur la rive gauche. Elle fut chef-lieu de district de 1790 à 1795 et sous-préfecture de 1800 à 1926.
Le XXe siècle voit la fermeture de la sous-préfecture en 1926 et la fermeture de la ligne de chemin de fer Mamers - Saint-Calais en 1976.
Création d'une zone de protection du patrimoine architectural, urbain et paysager (ZPPAUP) en 1999 pour revitaliser le cadre de vie. En 2010, le tribunal d'instance et de police ferme ses portes à la suite de la réforme de la carte judiciaire.

## Politique et administration

### Liste des maires
| Période       | Période                  | Identité              | Étiquette     | Qualité |
| ------------- | ------------------------ | --------------------- | ------------- | --- |
| novembre 1944 | mars 1983                | Fernand Poignant      | SFIO puis DVG | Professeur honoraire, député de la 2e circonscription de la Sarthe (1958 → 1962), sénateur de la Sarthe (1968 → 1977), conseiller général du canton de Saint-Calais (1945 → 1985), président du conseil général (1976 → 1979) |
| mars 1983     | février 1987 (démission) | Jean-Marie Durand     | RPR           | Chef de service formation |
| février 1987, | juin 1995                | Claude Kemp           | DVD           | Gérant de société |
| juin 1995     | mars 2014                | Michel Letellier-Canu | DVG           | Géomètre retraité, conseiller général du canton de Saint-Calais (1998 → 2015) |
| mars 2014     | juillet 2020             | Léonard Gaschet       | DVD           | Retraité |
| juillet 2020  | En cours                 | Marc Mercier          | SE            | Directeur de banque retraité |

## Démographie
L'évolution du nombre d'habitants est connue à travers les recensements de la population effectués dans la commune depuis 1793. Pour les communes de moins de 10 000 habitants, une enquête de recensement portant sur toute la population est réalisée tous les cinq ans, les populations de référence des années intermédiaires étant quant à elles estimées par interpolation ou extrapolation. Pour la commune, le premier recensement exhaustif entrant dans le cadre du nouveau dispositif a été réalisé en 2006.
En 2022, la commune comptait 2 969 habitants, en évolution de −8,59 % par rapport à 2016 (Sarthe : −0,25 %, France hors Mayotte : +2,11 %).
| 1793  | 1800  | 1806  | 1821  | 1831  | 1836  | 1841  | 1846  | 1851  |
| ----- | ----- | ----- | ----- | ----- | ----- | ----- | ----- | ----- |
| 3 228 | 3 630 | 3 600 | 3 671 | 3 638 | 3 783 | 3 843 | 3 865 | 3 846 |

| 1856  | 1861  | 1866  | 1872  | 1876  | 1881  | 1886  | 1891  | 1896  |
| ----- | ----- | ----- | ----- | ----- | ----- | ----- | ----- | ----- |
| 3 740 | 3 739 | 3 648 | 3 509 | 3 482 | 3 616 | 3 671 | 3 613 | 3 627 |

| 1901  | 1906  | 1911  | 1921  | 1926  | 1931  | 1936  | 1946  | 1954  |
| ----- | ----- | ----- | ----- | ----- | ----- | ----- | ----- | ----- |
| 3 627 | 3 676 | 3 614 | 3 414 | 3 333 | 3 359 | 3 472 | 3 787 | 3 623 |

| 1962  | 1968  | 1975  | 1982  | 1990  | 1999  | 2006  | 2011  | 2016  |
| ----- | ----- | ----- | ----- | ----- | ----- | ----- | ----- | ----- |
| 3 902 | 4 251 | 4 320 | 4 445 | 4 063 | 3 785 | 3 589 | 3 357 | 3 248 |

| 2021  | 2022  | - | - | - | - | - | - | - |
| ----- | ----- | - | - | - | - | - | - | - |
| 3 054 | 2 969 | - | - | - | - | - | - | - |

## Éducation et santé

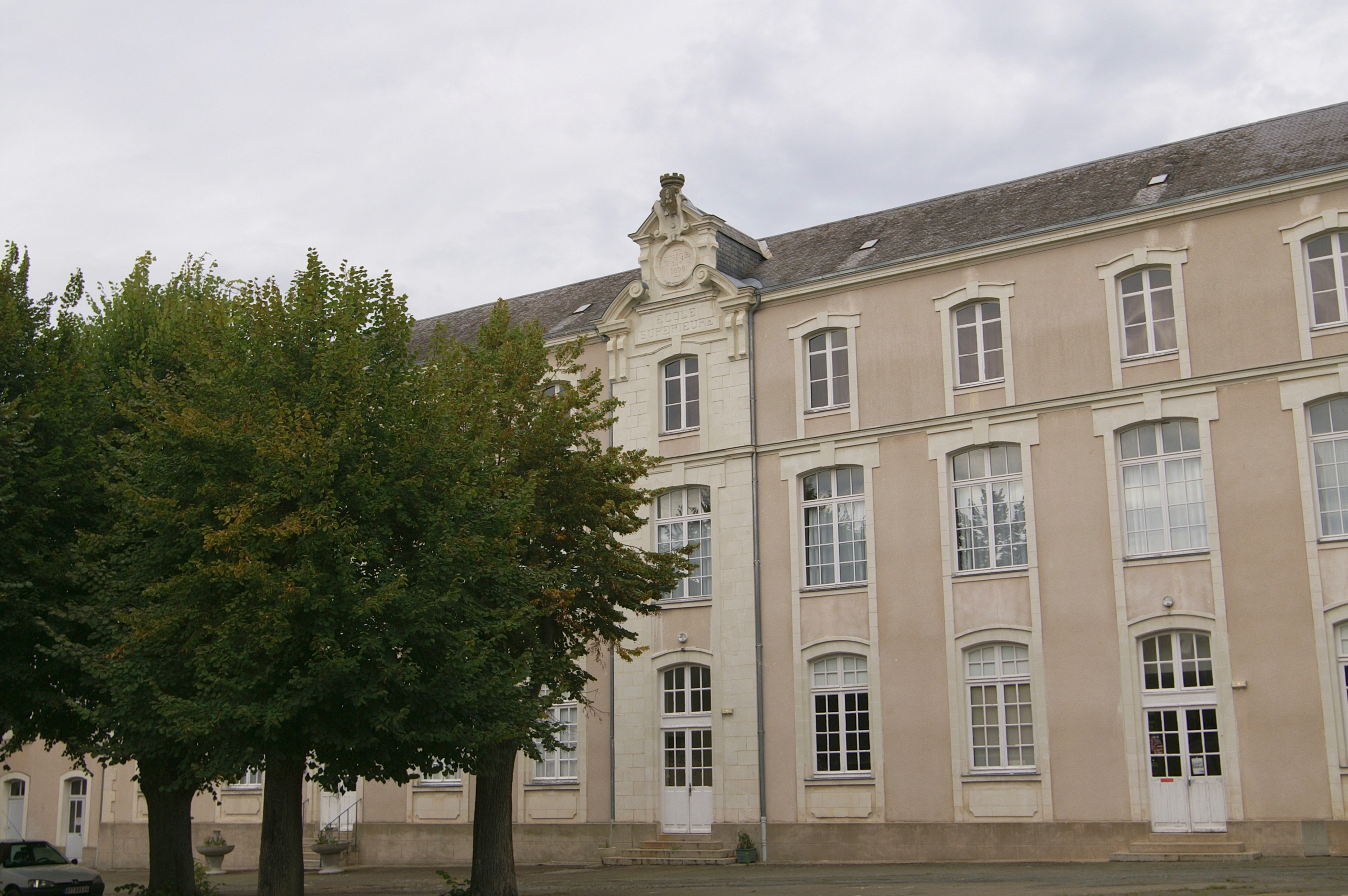
Le collège Jules-Ferry.

### Établissements scolaires
- École maternelle publique du Docteur-Ollivier
- École maternelle publique Charles-Perrault
- École élémentaire publique Paul-Bert
- École maternelle et primaire privée Sainte-Marie.
- Collège public Jules-Ferry.
- Collège privé Frère-André.
- Lycée professionnel des métiers du transport Jean-Rondeau.

### Santé
- Centre hospitalier de Saint-Calais (premier employeur du canton).
- Différentes maisons de retraite (résidence pour personnes âgées la Saulinière, maison de retraite de l'hôpital).
- Maison médicale libérale (médecins généralistes, chirurgiens dentistes).

## Lieux et monuments
- Église Notre-Dame[28], du XVe siècle, classée au titre des monuments historiques par la liste de 1840[29]. Édifiée en lieu et place d'une église de bois, sa façade est réalisée entre 1520 et 1550, dans le style Renaissance. Le clocher, dont la base remonte au XIIe siècle, a été achevé vers 1620. Il y a quelques années dans un pilier du chœur, était visible un fragment d'étoffe orientale du VIe ou VIIe siècle, ayant appartenu, selon la légende, à Carileph, l'ermite fondateur. Il est actuellement visible au musée. On peut aussi y admirer un buffet d'orgue du XVIIe siècle, provenant de l'ancienne abbaye de Saint-Calais, abritant un instrument de Daublaine & Callinet de 1845, restauré en 1974.
- Halle aux grains, dont la charpente, en forme de navire retourné, a été récupérée de l'église abbatiale et construite vers 1850 est remarquable. Le bâtiment est inscrit au titre des monuments historiques en 1987[30].
- Motte castrale de 1026 (l'une des rares encore préservées en France) et ruines du château, sans doute du XIII° siècle.
- Quais de l'Anille (inscrit au titre des sites en 1943), aménagés au cours du XIXe siècle, ses gloriettes et ses nombreux lavoirs[31].
- Centre de ressources, ancien hôtel de ville entièrement réaménagé autour de la dernière façade existante de l'abbaye, abrite actuellement : cabinets de curiosités, fonds patrimonial de livres anciens, salle d'exposition, médiathèque, cinéma, office de tourisme, salles de réunion.
- Ancien palais de justice, de facture néo-classique.

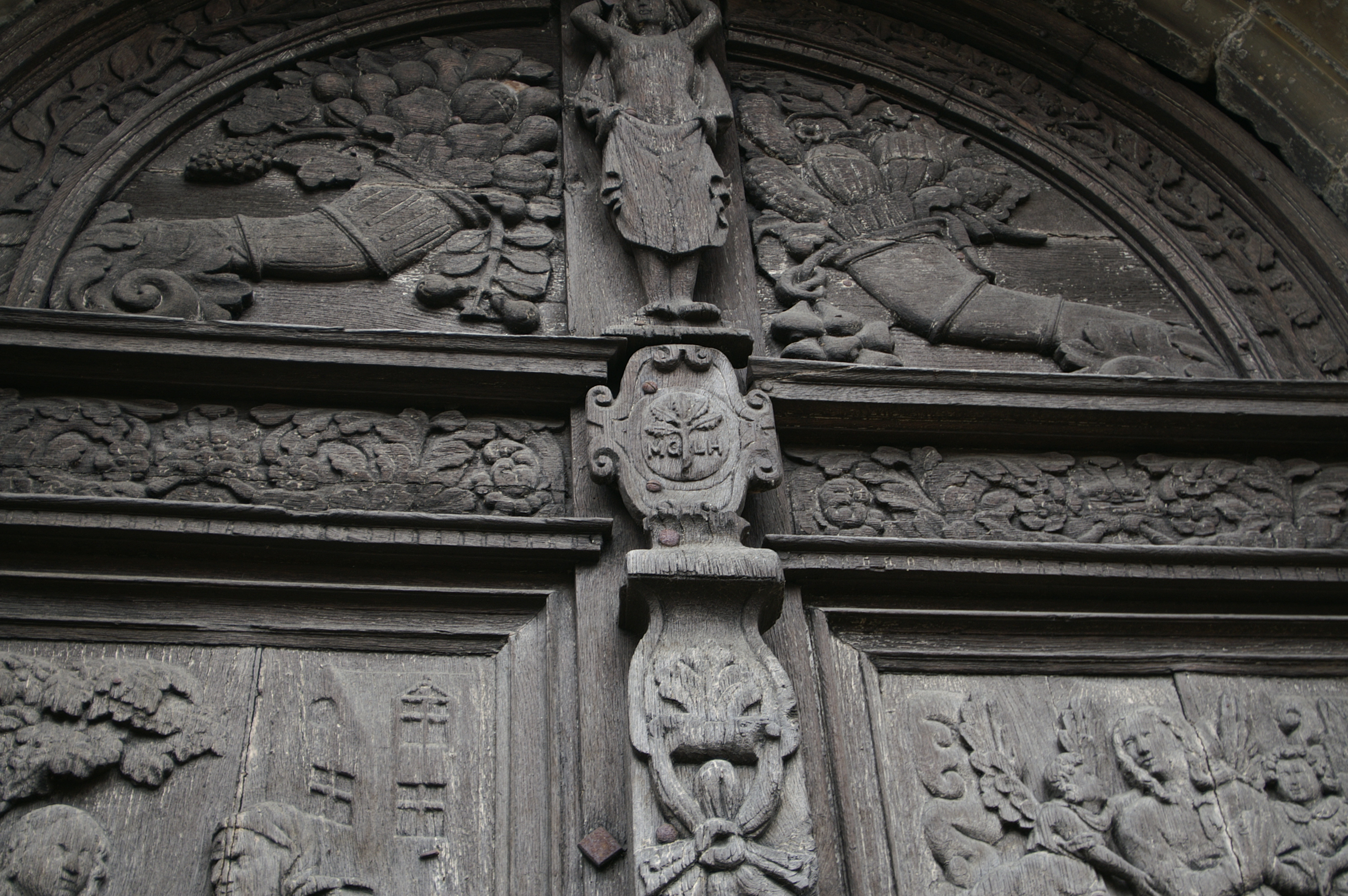
Détail du portail central de l’église Notre-Dame.
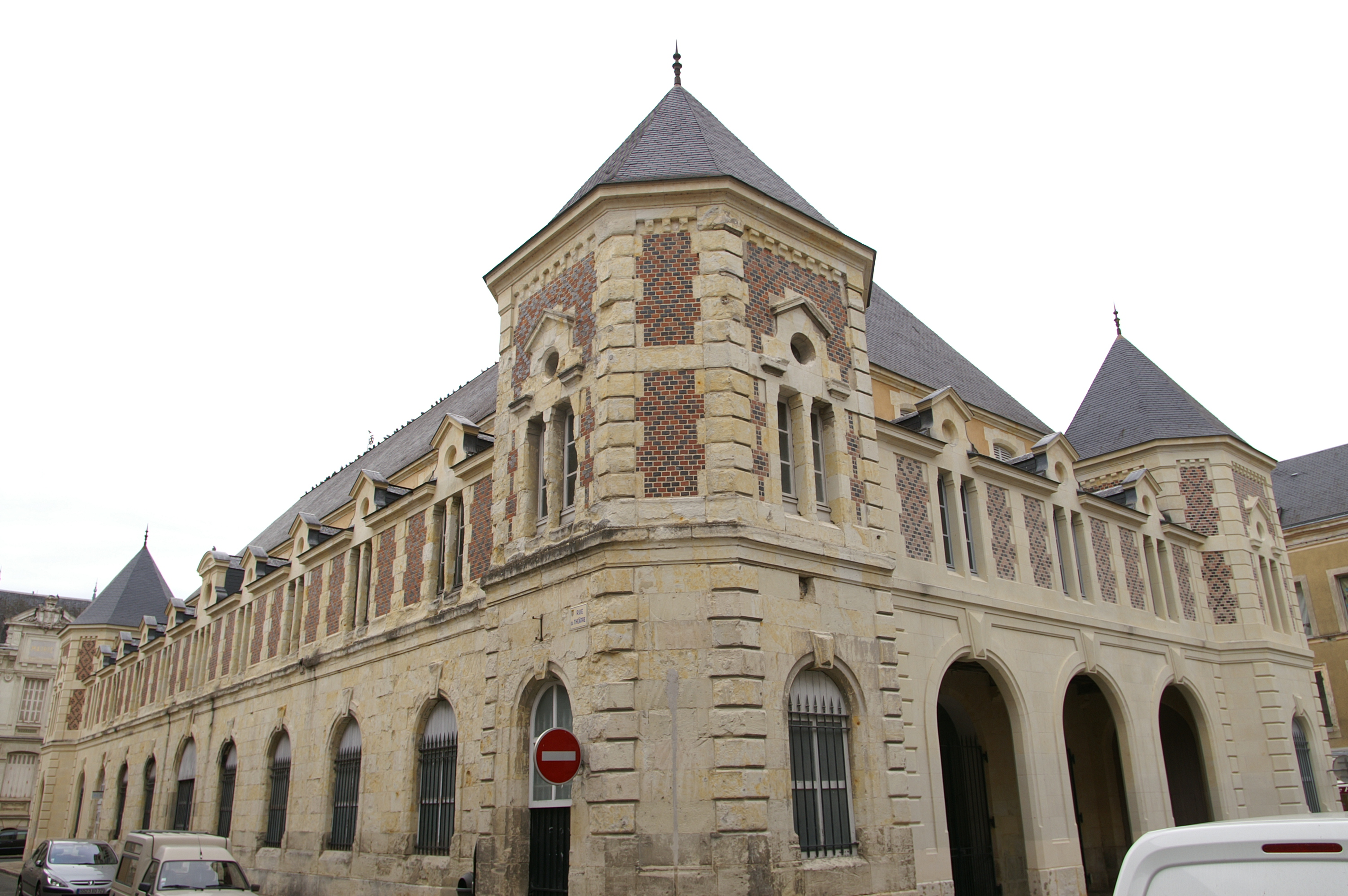
La halle aux grains.
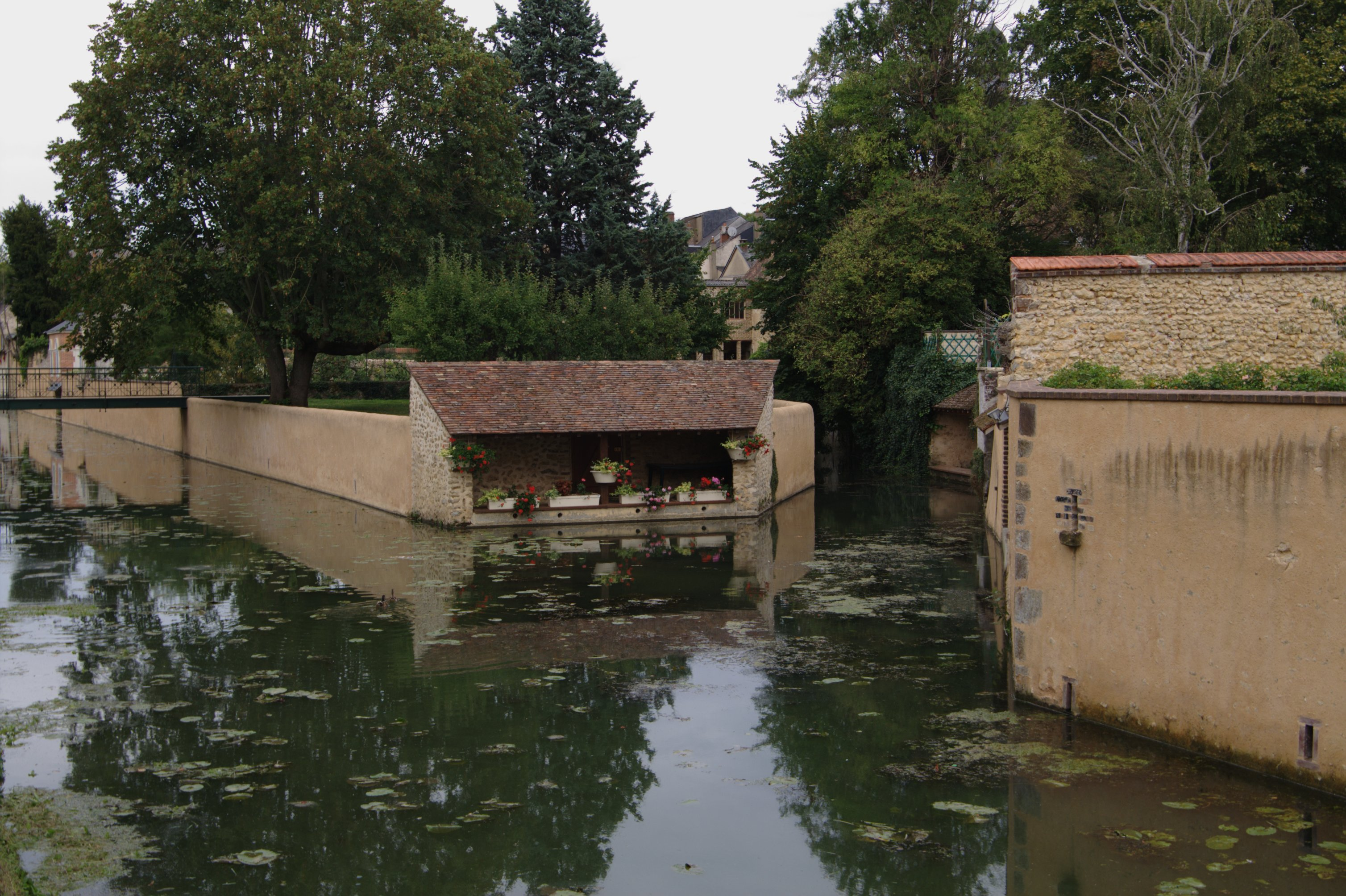
Les bords de l’Anille.
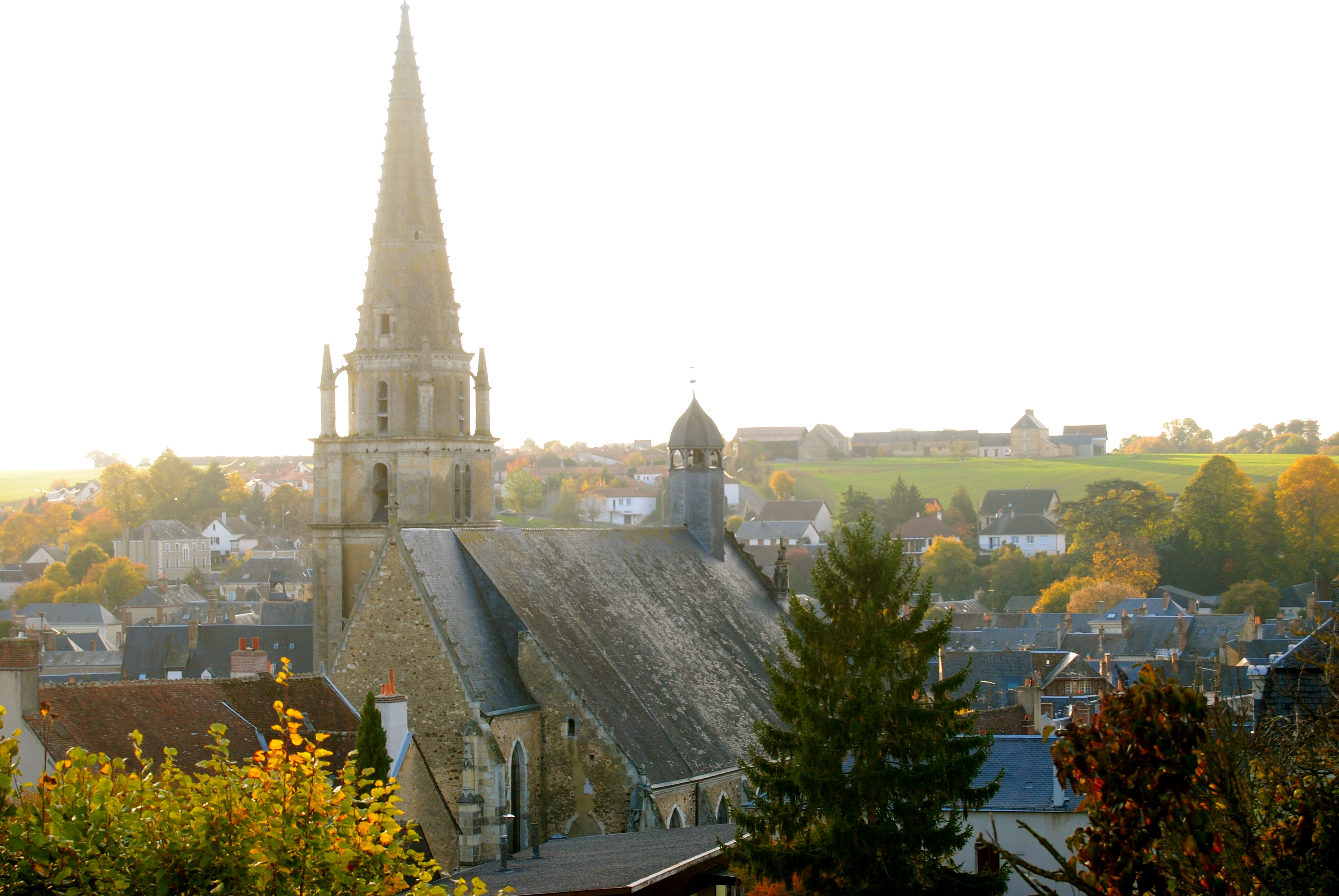
Vue de l'église Notre-Dame et du centre-ville.
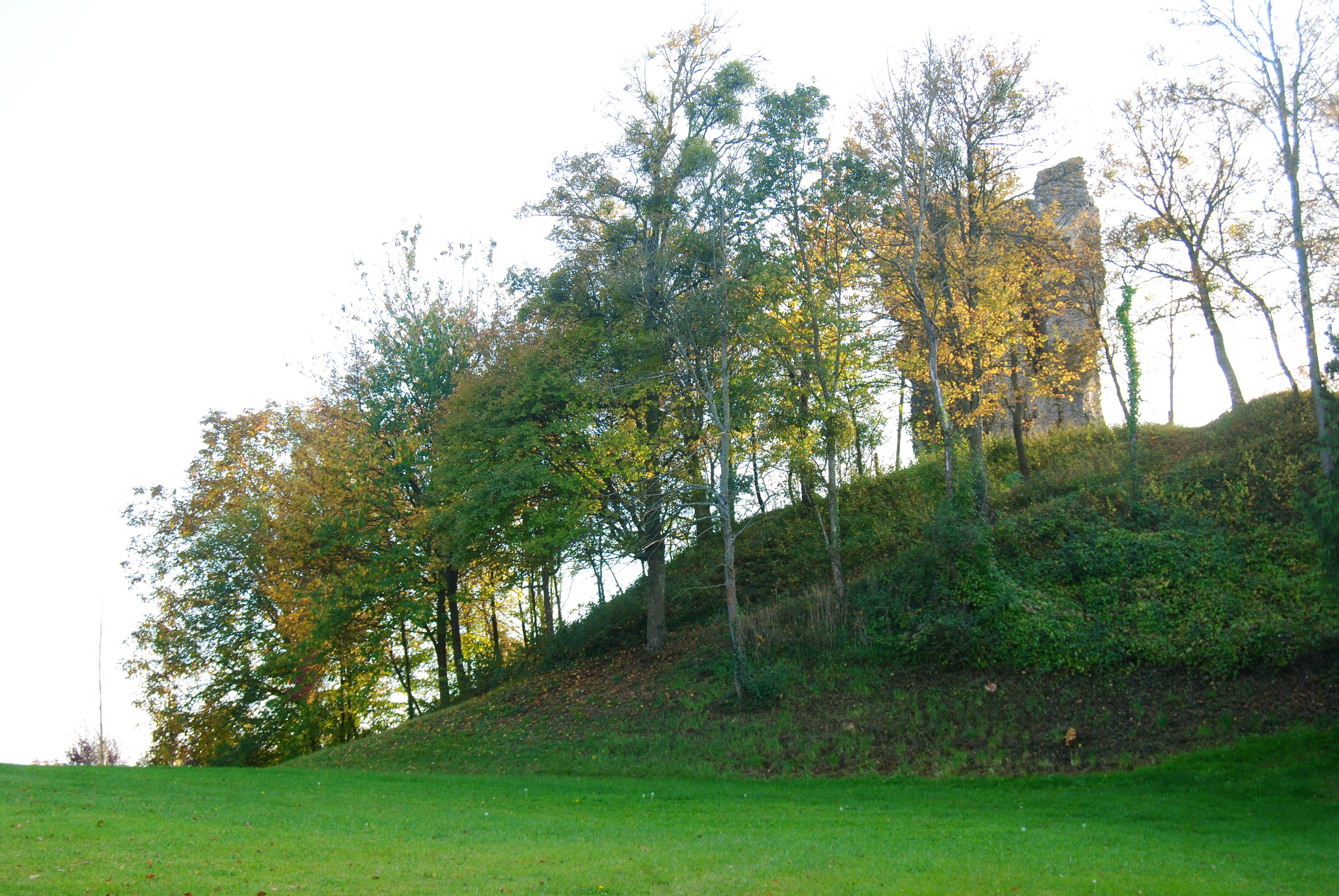
La motte féodale et les ruines du château de Guillaume de Saint-Calais.
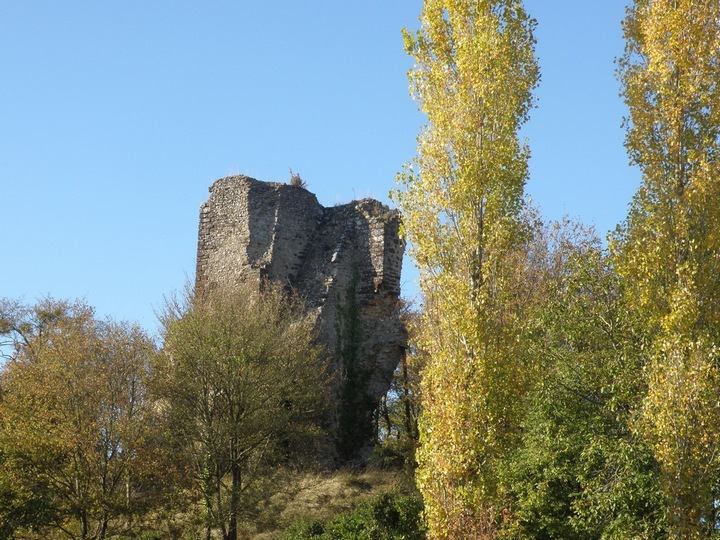
Vestiges actuels du château.
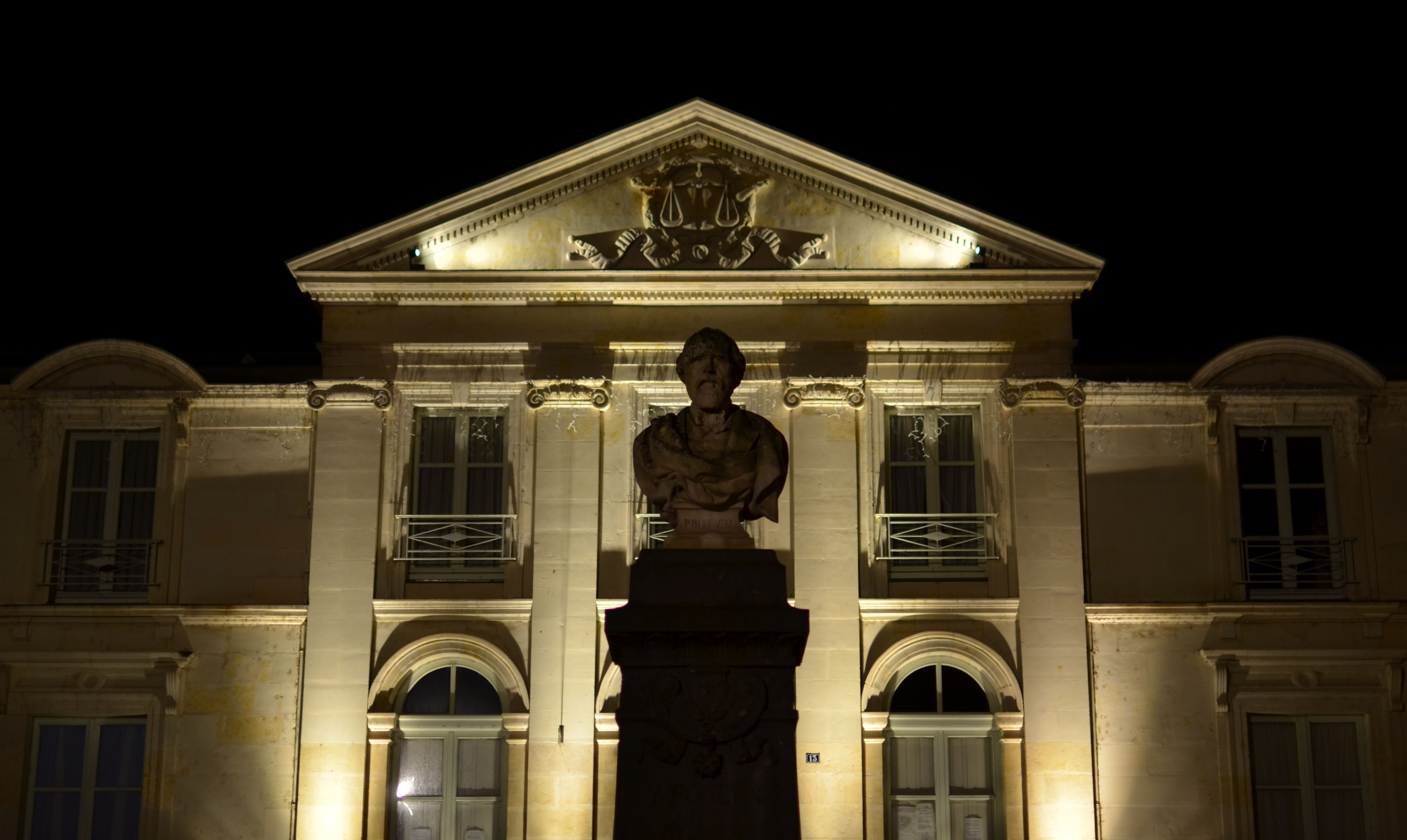
Buste de Poitevin devant le Palais de Justice.

## Activité et manifestations

### Manifestations
- Le festival Soirs au Village, la dernière semaine de juin, initié par Manu Dibango en 1997. Il a lieu chaque année depuis et attire de plus en plus de monde en se plaçant comme l'un des festivals majeurs de la région en musiques actuelles.
- La fête du Chausson aux pommes, célébrée chaque année depuis près de quatre siècles le premier week-end de septembre[1]. Il s'agit de la plus ancienne fête traditionnelle de Sarthe[réf. nécessaire]. La confrérie du chausson aux pommes y invite les Calaisiens et les visiteurs à déguster chaque premier dimanche de septembre, sur les quais de l'Anille, la « soupe à la jambe de bouâ ». Cette soupe se compose de jarrets de bœuf, de veau et de porc, cuits avec de la dinde dans d’énormes marmites. Le tout dans un bouillon avec navets, poireaux, céleris et carottes. Une heure avant de servir, pour « alléger » le tout, on ajoute des cuisses de poulets et des cervelas truffés et pistachés. Cette bonne recette, qui daterait d’Henri IV, vient en complément de la traditionnelle « terrine de l’Anille », préalablement dégustée.

### Jumelages
- Kirchdorf (Allemagne) depuis 1984. La commune de Saint-Calais est jumelée avec le village allemand de Kirchdorf, qui se situe dans le Land de Basse-Saxe, à 50 km de Brême. De nombreux échanges sont organisés tous les ans, notamment entre l'école intercommunale de musique et l'école de danse de Kirchdorf.
- Viișoara (Roumanie) depuis 1991, le village d'Urca.

## Personnalités liées à la commune
- Guillaume de Saint-Calais († 1096), évêque de Durham de 1080 à 1096.
- Charles-Pierre Barbier de Préville (1781 - 1859), sous préfet de Saint-Calais de 1822 - 1830, ancien maire de Blois.
- François César Londiveau, né à Saint-Calais, vicaire à Saint-Martin-d'Évaillé, mort en 1792, béatifié par le pape Pie XI[32].
- Louis-Ernest Dubois (Saint-Calais, 1856 – Paris, 1929). D’origine modeste, ordonné prêtre en 1879, passionné d’histoire (il est le fondateur de la société savante la Province du Maine), il gravit les échelons hiérarchiques au sein de l’église sarthoise. Il est nommé évêque de Verdun en 1901, archevêque de Bourges en 1909. Devenu archevêque de Rouen en 1916, il est élevé au rang de cardinal la même année, avant d'être nommé archevêque de Paris en 1920.
- Louis-Alphonse Poitevin (Conflans-sur-Anille, 1819 – Conflans-sur-Anille, 1882). Ingénieur chimiste de formation, il consacre une partie de sa vie à la recherche de nouveaux procédés concernant la photographie encore balbutiante. Nommé par ses pairs le 3e homme de la photographie à l'égal de Niépce et de Daguerre, il inventa entre autres :
  - la photolithographie, premier procédé permettant de reproduire une image et donc utilisé pour l'imprimerie,
  - la photographie inaltérable dite « au charbon »,
  - le procédé d'impression aux encres grasses en couleur,
  - un procédé d'encrage des billets pour les rendre infalsifiables.

Frédéric Proust, photographe, s'est vu confier la gestion de sa collection et de ses archives par les descendants de l'illustre Poitevin. Il a d'ailleurs réhabilité le plus ancien atelier photographique du monde, créé par Alphonse Poitevin au 171, rue Saint-Jacques à Paris, pour s'y installer.
- Charles Garnier, grand architecte de l'Opéra de Paris, venait régulièrement passer ses vacances à Saint-Calais, d'où sa famille était originaire.
- Jacques Bouton (Fresnay-sur-Sarthe, 1894 - Le Mans, 1956), chanoine de la cathédrale du Mans, fut curé-doyen de Saint-Calais, de 1938 à 1955. C'est lui qui découvrit, dans la châsse de saint Calais, deux morceaux d'étoffes précieuses orientales datant du VIe ou VIIe siècle, qui auraient appartenu à Carileph ou Calais, ermite évangélisateur de la ville.
- Séraphin Enrico[33], artiste brut, y réalisa de 1959 à 1972 un jardin d'Éden, constitué en majeures partie de statues en ciment coloré, et visité à l'époque par des centaines de familles. Après sa destruction, certaines de ces œuvres furent retrouvées et restaurées. Elles se trouvent au jardin de la Luna Rossa.
- Bernard Eisenschitz, né en 1944, personnalité du cinéma (historien, traducteur, directeur de restauration de film, etc.).

- Manu Dibango (1933-2020), musicien camerounais, débarqué à Saint-Calais en 1949 avec, pour payer ses études, deux sacs de café. Il a fréquenté le collège Jules-Ferry. Manu Dibango reviendra régulièrement à Saint-Calais et une sculpture lui est dédiée, sur les bords de l'Anille[réf. nécessaire].

- Denis Leproux, coureur cycliste professionnel de 1987 à 2000, puis directeur sportif chez Agritubel entre 2005 et 2009 puis en 2012 chez Bridgestone Anchor.
- Claude-Michel Quantin (1751-1826), homme politique français.
- Monique Cerisier-ben Guiga (1942-2021), femme politique française.